# Kvislemark Kirke
Kvislemark kirke (tidligere også Quislemark) er bygget omkring år 1100 og er beliggende ca. 14 km vest for Næstved, mellem landsbyerne Sandved og Hyllinge på Sjælland.
Tilbygningen er sengotisk og tårnet er atypisk bygget til på skibets nordside. Kirkens oprindelige romanske døbefont er forsvundet, men i begyndelsen af 1600-tallet blev der installeret en ny font af egetræ med indbygget dåbsfad af bly. Kirken har en altertavle fra 1615, som antagelig stammer fra Anders Nielsen Hatts værksted i Roskilde. Prædikestolen i bruskbarok er fra ca. 1630, og dens lydhimmel bærer Christoffer Urnes våben, den senere statholder i Norge. Kirken har kalkmalerier udførte af det såkaldte Kongstedværksted fra årene 1425-1450. Disse blev først afdækkede i 1923. Kvislemark blev restaureret i 1886 og i 1972.
Den gamle rundgangsskik, som blev forbudt på 15- og 1600-tallet, hvor kisten af den døde blev båret tre gange omkring kirken, overlevede i Kvislemark til en gang på 1950-erne.